# Sveti trije kralji (praznik)
Sveti trije kralji je krščanski praznik, ki se vsako leto 6. januarja praznuje v spomin prihoda treh kraljev, Gašperja, Mihe in Boltežarja, ki so se prišli poklonit novorojenemu Jezuščku. Ker so sveti trije kralji razglasili novico o Jezusovem rojstvu, se ta praznik v Cerkvi uradno imenuje Gospodovo razglašenje ali epifanija (grško: starogrško επιφάνεια [epifania] = razglasitev) oziroma tudi teofanija (grško:starogrško θεοφάνεια [theofania] = razglasitev boga). 
Sveto pismo govori o treh kraljih precej na splošno: imenuje jih modri oziroma učenjaki in ne navaja niti njihovega števila, niti imen. Ustrezni odstavek iz evangelija pravi:

Ko je bil Jezus rojen v Betlehemu v Judeji v dneh kralja Heroda, so prišli modri z Vzhoda v Jeruzalem in govorili: »Kje je ta, ki se je rodil kot judovski kralj? Videli smo namreč, da je vzšla njegova zvezda, in smo se mu prišli poklonit.« 
(Mt 2, 1-2)

Prepričanje, da so bili to kralji in da so bili trije, izvira iz legend, ki so nastale dosti pozneje (v nekaterih legendah lahko celo preberemo, da jih je bilo dvanajst). V 6. stoletju so se pojavila tudi ustrezna imena: Gašper (Kasper), Miha (Melhior) in Boltežar (Baltazar). V ljudski umetnosti so po navadi upodobljeni tako, da je eden od njih Evropejec, drugi Azijec in tretji črnec (ali vsaj temnopolt).
Na vratih cerkvenih objektov in hiš vernikov lahko vse leto vidimo napis G+M+B (kar pomeni svete tri kralje), poleg njih pa letnico tekočega leta. Različica tega napisa se glasi C+M+B, kar pa so kratice latinskega stavka: Christus mansionem benedicat! (Kristus naj blagoslovi to domovanje!). 
Marsikje v Sloveniji in Evropi je v času okoli praznika Svetih treh kraljev, oz. Gospodovega razglašenja, razširjen običaj, da po hišah hodijo skupine kolednikov, zvezdonosec in sv. trije kralji, ki pojejo značilne koledniške pesmi, oznanjajo veselo vest, da se je v Betlehemu rodil Kristus (gr. Odrešenik) in v današnjem času zbirajo darove za potrebe misijonov. Sveto pismo pripoveduje, da so modri prinesli dragocene darove zlata, kadila in mire, tako koledniki simbolično vabijo k darovanju tudi druge ljudi.
Darovi: zlato simbolizira Kristusovo kraljevsko dostojanstvo ("Judovski kralj"); kadilo simbolizira njegovo mesto večnega velikega duhovnika; mira, ki so jo judje uporabljali za maziljenje trupel, že ob njegovem rojstvu spominja na njegovo trpljenje in smrt.
V nekaterih državah Evrope je dela prost dan (Avstrija, Italija, Španija, Finska, Grčija, Ciper, Romunija, Litva, Češka in Slovaška). 
V pravoslavnih Cerkvah po navadi praznujejo na isti dan (ponekod dan pozneje) tudi praznik Jezusovega rojstva. Po katoliškem koledarju se praznuje Jezusov krst na prvo nedeljo po svetih treh kraljih.
V Italiji so legendo o svetih treh kraljih dopolnili še z eno zanimivo osebo: to je dobra čarovnica Befana (ime izvira iz popačene oblike besede epifanija). Befana je po legendi pomagala kraljem najti pot do Jezusa. V današnjem času pa se Befana pojavlja kot obdarovalka otrok, ki v noči na 6. januar prinaša pridnim otrokom darila, porednim pa kepo premoga.